# Música de Portugal
Portugal é conhecido pela sua tradição musical, maioritariamente pelo fado e seus derivados. Sendo este o género musical que, por pura convenção mais caracteriza o espírito português, associado à sua história e suas raízes culturais sobretudo por influência de Amália Rodrigues, tem-se observado – junto com as particularidades de Carlos Paredes a par da música de intervenção prefigurada por José Afonso, caracterizada também por insinuações poéticas e subtis mas de forte contestação política –, uma expansão em diversos estilos musicais, como o rock, o metal e o hip-hop, que assimilam algumas dessas marcas.
A história da música portuguesa do século XX revela-se como inovadora principalmente na segunda metade do século, no período que antecede a Revolução de 25 de Abril de 1974 e nos anos imediatos.

## Pré-25 de Abril
Durante o Estado Novo, a música portuguesa foi muito influenciada pelo concurso televisivo da RTP, o Festival RTP da Canção, com o chamado nacional-cançonetismo de temáticas típicas de ideais do Zé Povinho e da pequena burguesia. Simone de Oliveira foi um dos nomes paradigmáticos dessa época.
No lado político oposto desenvolveu-se a chamada música de intervenção, com o intuito de atacar o Estado Novo e de despertar o povo no sentido da liberdade de expressão: nomes como a Banda do Casaco, Luís Cília, os irmãos Vitorino e Janita Salomé, Sérgio Godinho, José Mário Branco, Tonicha, Zeca Afonso, António Macedo, que foram alguns dos cantores e músicos que pontuaram o esse período marcado pela revolta. Entre uns e outros, Linda de Suza tornar-se-ia na grande "embaixadora" da música portuguesa junto dos emigrantes portugueses em França.
No entanto, já desde o final da década de 1950 que se fazia rock em Portugal. Joaquim Costa, Os Babies (de José Cid), Os Conchas e Daniel Bacelar seriam alguns dos pioneiros do género.
Na década seguinte, anos de surf e yé-yé,  os Gatos Negros, os Titãs são alguns dos grupos que, juntamente com o João Paulo, Os Ekos, o Quinteto Académico, os Jets, os Sheiks e os Chinchilas marcaram essa década.
No iníco da década de 1970, à semelhança da música de intervenção, o rock fica mais politizado, com o Quarteto 1111, os Steamer's, a Filarmónica Fraude, a Banda do Casaco e etc.

## Pós-25 de Abril
Se Amália ainda é o nome mais conhecido na música portuguesa, na década de 1980 surgem bandas seminais para o enriquecimento da cultura musical portuguesa, como por exemplo os Heróis do Mar, os Sétima Legião, os GNR, os Madredeus. O fado evolui com cantores como o Camané ou a Mariza.
Surgem a partir de então variadíssimos grupos que cantam em inglês, descaracterizando-se, tal como em muitos outros países. Existem no entanto em Portugal artistas musicais contemporâneos que dão significativos contributos em todos os estilos e formas de música, no rock-canção, como os Ornatos Violeta e os Diabo Na Cruz, na canção pop com os Clã, no Black/Folk/Heavy Metal com os Moonspell, os Hip-Hop, os Xutos & Pontapés, cantando em português, como também o Sam the Kid ou o Valete.  Da fusão Rock–Hip-Hop são bom exemplo os Da Weasel. No Soul destaca-se Aurea. No rock e blues, os Wraygunn são um exemplo perfeito e no  rock gotico os Noctivagus. Na música de dança, emergem os Buraka Som Sistema. Na música Reggae e Ska destacam-se artistas como os Primitive Reason, Three and a Quater, Chapa Dux, Souls of Fire. Mantém-se activa a música tradicional popular modernizada, especialmente em Trás-os-Montes.
Na década de 1990 é cunhado o termo Música pimba, embora o género já existisse, a partir de uma canção do Emanuel: música ligeira com expressões de duplo sentido, sendo nisso Quim Barreiros uma das erguidas figuras de ponta.
O fado foi modernizado na Década de 2000 por Ana Moura mas novas caras além dessa surgiram como a também Fadista Raquel Tavares. A Década de 2010 trouxe muitos novos talentos, sendo a grande cara Aurea, a grande cara do Soul em Portugal. Também surgiram os talent-shows como o The Voice Portugal e os Ídolos que lançaram Diogo Piçarra, Carolina Deslandes, Murta (na altura Francisco Murta) e Fernando Daniel. Além disso também surgiu o filho do cantor Paulo de Carvalho, Agir e bandas como os Amor Electro.

## Intérpretes de música de intervenção em Portugal
- Adriano Correia de Oliveira
- Banda do Casaco
- Carlos Alberto Moniz
- Ermelinda Duarte
- Fernando Tordo
- Francisco Fanhais
- José Jorge Letria
- José Mário Branco
- Luís Cília
- Manuel Freire
- Maria do Amparo
- Paulo de Carvalho
- Samuel
- Sérgio Godinho

## Música portuguesa erudita
- Lista de compositores portugueses de música erudita, indica os principais compositores de Música Erudita, mais popularmente conhecida como Música Clássica, desde a fundação da nação, passando pelo criativo século XVI, até ao século XXI.